# 6019 Telford
6019 Telford eller 1991 RO6 är en asteroid i huvudbältet som upptäcktes den 3 september 1991 av den australiensiske astronomen Robert H. McNaught vid Siding Spring-observatoriet. Den är uppkallad efter den skotske ingenjören Thomas Telford.
Asteroiden har en diameter på ungefär 15 kilometer och den tillhör asteroidgruppen Eos.